# Adobe Director
Adobe Director (voorheen Macromedia Director, MacroMind Director en MacroMind VideoWorks) is een stopgezet product van Adobe Inc. voor digitale animatie. Het is de opvolger van MicroMind Videoworks.
Director is een ontwikkeltool voor multimediaproducten. Gecompileerde projecten vereisen het Adobe Shockwave-platform wat de defacto standaard was in de jaren 1990 binnen de multimedia-industrie: interactieve presentaties, avonturenspellen, educatieve software.

## Geschiedenis
MacroMind ontwikkelde het pakket "VideoWorks" waarmee men op een Apple Macintosh zwart/wit-animaties kon maken. Het pakket werd in 1987 hernoemd naar Director. In 1988 werd de scripttaal Lingo toegevoegd.
Het probleem was dat "Director" platformafhankelijk is. Director compileerde het project in de assembly van het doelsysteem. MacroMind loste dat probleem op met Shockwave: een soort game engine.
Een volgende versie van Director compileerde een project waarin de databestanden werden verwerkt in een of meerdere DCR-bestanden. Daarbij werd de Shockwave-toepassing toegevoegd. Wanneer de gebruiker zijn toepassing start, start eenvoudig uitgelegd de Shockwave-engine op waarin de DCR-bestanden worden geladen en uitgevoerd. Dit alles werd op een cd of dvd gebrand en zo verkocht in de retail.
Door een fusie werd MacroMind hernoemd naar Macromedia in 1992. Macromedia besefte dat het internet de toekomst was. Ze breidden Director uit zodat toepassingen over het internet via streaming konden uitgevoerd worden in plaats van cd of dvd. Daarbij programmeerden ze een plug-in voor Netscape Navigator: Macromedia Shockwave Player.
In 2005 kocht Adobe Inc. de firma Macromedia op.

## Einde
Adobe werd ook eigenaar van Adobe Flash en Adobe Air wat in zeker opzicht een concurrent is van Director en Shockwave. Een studie wees ook uit dat Flash en Air populairder waren binnen de computerspelindustrie. Ten slotte werd in 2014 HTML5 de nieuwe standaard, die zelf functies heeft voor interactieve content. Daardoor werden Director, Shockwave, Air en Flash deels overbodig.
Op 27 januari 2017 kondigde Adobe aan te stoppen met de ontwikkeling van Director. Support en software-updates voor Director stopten op 14 maart 2017. Daar "Shockwave" en "Shockwave Player" in feite engines zijn om gecompileerde Director-projecten te draaien op de computer van de eindgebruiker, vervielen ook deze producten.

### Versies
- 1985: VideoWorks
- 1987: hernoeming naar Director 1.0
- 1993: Macromind Director werd hernoemd naar Macromedia Director (v 3.1.3)
- 1994: uitgifte Macromedia Director 4 (Windows en Mac PowerPC support)
- 1995: uitgifte Macromedia Shockwave Director 4.0.1
- 1996: uitgifte Macromedia Director 5
- 1997: uitgifte Macromedia Director 6
- 1998: uitgifte Macromedia Director 6.5
- 16 november 1998: uitgifte Macromedia Director 7
- 2000: uitgifte Macromedia Director 8
- 2001: uitgifte Macromedia Director 8.5
- 2002: uitgifte Macromedia Director MX
- 5 januari 2004: uitgifte Macromedia Director MX 2004
- 25 maart 2008: uitgifte Adobe Director 11
- 13 maart 2009: uitgifte Adobe Director 11.5
- 6 september 2010: uitgifte Adobe Director 11.5.8
- 18 augustus 2011: uitgifte Adobe Director 11.5.9
- 11 februari 2013: uitgifte Adobe Director 12
- 17 januari 2017: bekendmaking stopzetting Adobe Director
- 1 februari 2017: stopzetting verkoop Adobe Director
- 14 maart 2017: stopzetting ondersteuning in softwareupdates